# Brincones
Brincones település Spanyolországban, Salamanca tartományban. Brincones Puertas, Villarmuerto, Sanchón de la Ribera, Ahigal de Villarino és Iruelos községekkel határos. Lakosainak száma 59 fő (2024).

## Népesség
A település népessége az elmúlt években az alábbi módon változott:
| Lakosok száma | 105  | 92   | 81   | 74   | 66   | 61   | 58   | 58   | 51   | 59   |
|               | 2001 | 2004 | 2007 | 2009 | 2012 | 2014 | 2017 | 2019 | 2022 | 2024 |